# DeAndre Yedlin
DeAndre Roselle Yedlin (sinh ngày 9 tháng 7 năm 1993) là một cầu thủ bóng đá chuyên nghiệp người Mỹ hiện đang thi đấu cho câu lạc bộ Major League Soccer FC Cincinnati và đội tuyển bóng đá quốc gia Hoa Kỳ ở vị trí hậu vệ phải.

## Thống kê sự nghiệp
Tính đến ngày 17 tháng 5 năm 2021
| Club                | Season       | League              | League | League | League Cup | League Cup | Domestic Cup | Domestic Cup | Continental | Continental | Total | Total |
| Club                | Season       | Division            | Apps   | Goals  | Apps       | Goals      | Apps         | Goals        | Apps        | Goals       | Apps  | Goals |
| ------------------- | ------------ | ------------------- | ------ | ------ | ---------- | ---------- | ------------ | ------------ | ----------- | ----------- | ----- | ----- |
| Seattle Sounders FC | 2013         | Major League Soccer | 31     | 1      | 2          | 1          | 0            | 0            | 4           | 1           | 37    | 3     |
| Seattle Sounders FC | 2014         | Major League Soccer | 25     | 0      | 4          | 0          | 3            | 0            | 0           | 0           | 32    | 0     |
| Seattle Sounders FC | Total        | Total               | 56     | 1      | 6          | 1          | 3            | 0            | 4           | 1           | 69    | 3     |
| Tottenham Hotspur   | 2014–15      | Premier League      | 1      | 0      | 0          | 0          | 0            | 0            | 0           | 0           | 1     | 0     |
| Tottenham Hotspur   | Total        | Total               | 1      | 0      | 0          | 0          | 0            | 0            | 0           | 0           | 1     | 0     |
| Sunderland (loan)   | 2015–16      | Premier League      | 23     | 0      | 1          | 0          | 1            | 0            | 0           | 0           | 25    | 0     |
| Sunderland (loan)   | Total        | Total               | 23     | 0      | 1          | 0          | 1            | 0            | 0           | 0           | 25    | 0     |
| Newcastle United    | 2016–17      | Championship        | 27     | 1      | 3          | 0          | 2            | 0            | 0           | 0           | 32    | 1     |
| Newcastle United    | 2017–18      | Premier League      | 34     | 0      | 0          | 0          | 0            | 0            | 0           | 0           | 34    | 0     |
| Newcastle United    | 2018–19      | Premier League      | 28     | 1      | 0          | 0          | 0            | 0            | 0           | 0           | 28    | 1     |
| Newcastle United    | 2019–20      | Premier League      | 16     | 1      | 4          | 0          | 0            | 0            | –           | –           | 20    | 1     |
| Newcastle United    | 2020–21      | 6                   | 0      | 1      | 0          | 3          | 0            | –            | –           | 10          | 0     |       |
| Total               | Total        | 112                 | 3      | 7      | 0          | 6          | 0            | –            | –           | 125         | 3     |       |
| Galatasaray         | 2020–21      | Süper Lig           | 11     | 1      | 1          | 0          | –            | –            | –           | –           | 12    | 1     |
| Career total        | Career total | Career total        | 203    | 5      | 12         | 0          | 13           | 1            | 4           | 1           | 232   | 7     |

### Quốc tế
Tính đến ngày 12 tháng 7 năm 2023.
| đội tuyển quốc gia | Năm     | Ứng dụng | Bàn thắng |
| ------------------ | ------- | -------- | --------- |
| Hoa Kỳ             |         |          |           |
| 2014               | 10      | 0        |           |
| 2015               | 19      | 0        |           |
| 2016               | 14      | 0        |           |
| 2017               | 6       | 0        |           |
| 2018               | 8       | 0        |           |
| 2019               | 5       | 0        |           |
| 2021               | 9       | 0        |           |
| 2022               | 6       | 0        |           |
| 2023               | 4       | 0        |           |
| Toàn bộ            | Toàn bộ | 81       | 0         |

## Danh hiệu

### Câu lạc bộ
Seattle Sounders
- MLS Supporters' Shield: 2014[11]
- U.S. Open Cup: 2014[12]

Newcastle United
- EFL Championship: 2016–17[13]

Inter Miami
- Leagues Cup: 2023[14]

### Quốc tế
- CONCACAF Nations League: 2019–20[15]

### Cá nhân
- Ngôi sao toàn cầu MLS: 2013,[16] 2014 [17]
- Vận động viên bóng đá trẻ của Mỹ trong năm: 2014 [18]